# Éltek, ahogy tudtak
Az Éltek, ahogy tudtak Kodolányi János magyar író novelláskötete, mely 1955-ben jelent meg a Szépirodalmi Könyvkiadónál. A kötet addigi életművének kiemelkedő elbeszéléseit és kisregényeit gyűjti csokorba.

## A kötet történetéről

### Előzmények
Az írónak 1945-től 1955-ig gyakorlatilag nem jelenhettek meg művei – megjelenésüket a Révai József népművelési miniszter és „kultúrdiktátor” keze alá tartozó felsőbb hivatalokban kategorikusan megtiltották, vagy az író számára elfogadhatatlan feltételekhez (a tartalmat, lényeget is meghamisító törlések vagy beleírások, a Rákosi-rendszert dicsőítő nyilatkozatok) kötötték. Révai 1953-as menesztése és a Nagy Imre nevéhez köthető enyhülés adott lehetőséget a változásra. A kulturális életben (tehát az irodalmi életben is) lassú – visszarendeződésekkel tarkított – változások következtek be. Azok, akik Kodolányi elhallgattatását ellenezték, akár az Írószövetségben, mint Veres Péter, Illyés Gyula, Zelk Zoltán – akár máshol, mint a Csillag folyóirat népiekkel is rokonszenvező kommunista főszerkesztője, Király István, illetve az egyéb baloldaliak, legalábbis tekintély és szabadság szempontjából, nagyobb erőre kaptak a moszkovita irányvonallal szemben. Olyan írók, akik addig távoltartották magukat a Szövetségtől, mint például Illyés Gyula, határozottabb közéleti tevékenységet kezdtek folytatni. Veres Péter 1954-ben az Írószövetség elnöke lett.
Veres Péter és Illyés Gyula már 1952 tavaszán és őszén is felvetették (Kodolányinak barátjához, a pécsi kultúrtörténész Várkonyi Nándorhoz március 6-án és október 15-én írt levelei tanúsága szerint), hogy Kodolányinak „ideje lenne kilépni” a hallgatásból, „visszatérnie a szellemi életbe”; ezt a balatonakarattyai házába visszavonult íróval is közölték, mikor meg-meglátogatták, de a bizalmatlanságba, rezignáltságba süllyedt író eleinte nehezen állt rá a dologra. A „Kodolányi-pártiak” számára is csak a Nagy Imre-féle „új szakasz”, és az is csak 1954 nyarára adott valódi, az író számára is elfogadható lehetőséget a gondolat megvalósítására; ekkor újra puhatolózni kezdtek az író szándékairól: akar-e visszatérni a közéletbe; kérték feltételeit.

### A kötet ötlete
Kodolányi Várkonyihoz szóló 1954. április 9-i levelének tanúsága szerint a „semmi nyilatkozat, semmi hozzáfűzés, semmi magyarázat” feltételét szabta, s hogy kiadandó írásai úgy jelenjenek meg, ahogy megírta őket; az Írószövetségbe belépni nem kívánt („belépni akkor sem akarok, ha fölszólítanak rá”), minden nyilvános szereplés elől el kívánt zárkózni („életemben először hivatkozva beteg lábamra!”). Felvetette „nagyobb elbeszélései gyűjteményének” („Sötétség, Böbék Samu, Fújd!, József, az ács stb., Szép Zsuzska és Börtön egy kötetben”), ezen kívül a Vas fiai és a „Buborék” kiadását. Terve az volt, hogy egyelőre egy kötetet adjanak ki, s annak honoráriumából s „netán havonta folyósítandó szerényebb összegből tisztességesen” megélne „egy ideig”.
Illyés és Veres ezt követő ajánlata (ezeket Kodolányi 1954. május 18-i levelében írta meg Várkonyi Nándornak) azt tükrözi, hogy azok, akiknek Veres és Illyés továbbították e feltételeket felsőbb szintű meggondolásra, nagy vonalakban elfogadták azokat: 1). A visszatéréssel kapcsolatban semmiféle magyarázat, nyilatkozat nem szükséges, sőt kerülendő bármely fél részéről; 2-3.). „a múlt és jelen közti folytonosság helyreállítása céljából”, kiadnak egy novellaválogatást Kodolányitól; 4). Kodolányi beléphet az Írószövetségbe és az Irodalmi Alapba.
A két barát (Várkonyi is hasonló helyzetben volt, neki is megígérték művei kiadását) hónapokig habozott, gondolkodott azon, a „paktum” korrekt-e, nyilvánosságra lépése segíteni fogja-e Illyésék nemesebb céljait, illetve a diktatúra pusztulását; vagy pedig a rendszernek kedvez. Kodolányi a hivatalos hírforrások egy részétől elzárva, balatonakarattyai háza viszonylagos magányában is elég jól mérte fel a helyzetet:
„Péter részben igazat mond, de részben, szokása szerint, elhallgat valamit, azt ugyanis, hogy ellenfeleim mindent megtesznek az ügy elgáncsolására. Nem baj, tegyék, hátráltatni tudják csupán, elbuktatni nem.” (Kodolányi 1954. május 18-i levele Várkonyihoz)
Válaszleveleiben (1954. május 24. és július 24.) a pesszimistább Várkonyi is kifejezte kételyeit. Veres Péternek azt a kérését, hogy vegyen részt az írókonferencián, sőt szólaljon fel, Kodolányi határozottan elutasította.
Veresék valóban többször voltak kénytelenek ígéreteiket megszegni, az Írószövetségbe való felvétel ötletét övező heves moszkovita ellenállást Kodolányi a valóságnak megfelelően sejtette meg; a folyamat hónapokig eltartott; Veres Péter pedig különféle okok miatt (Várkonyi feltételezése szerint, írói féltékenységből) húzódozott az ötlettől, hogy – amit Kodolányi feltételül szabott – a „Buborék” munkacímű, később (1956-ban) Boldog békeidők címen megjelent regényt kiadják. Majdnem meghiúsította a megegyezést – többek között – a novellaválogatáshoz írandó Előszó kérdése, melyet Veresék csak többszörösen cenzúrázva („véglegesítve”) voltak hajlandóak elfogadni (az általuk ajánlott végső formát Kodolányi „vakarmánynak” minősítette); a kötetet anyagi okok (Kodolányi szerint 18 000 akkori forint differencia) miatt pedig II. kiadásnak akarták tekinteni, „noha 12 év óta nem jelentek meg a benne lévő írások, akkor is csekély példányszámban, a maradékot, mint tudod, zúzdába küldték s most nem lehet kapni egy példányt sem […] ám tetejébe húznom kellett a Szép Zsuzskából Lenin nevét meg a »zsidó« szót mindenünnen, s újabban hallom, a Küszöb néhány mondatát is heréltetni akarják. De mindezt nem írják ám meg levélben, csak üzengetik […].” (Kodolányi Várkonyihoz, 1954. október 16.)

### A kötet megszületik
A megegyezés végül mégis megszületett. A könyvbe került Előszó-változaton, melyre egyáltalán nem igaz az a benne található megállapítás, hogy „Sok olyasmi, ami harminc évvel ezelőtt zavaros volt, ma sokkalta tisztább”, s melyben az Előszó írója (Kodolányi?) ifjúkori naturalizmusát is „mentegeti”; és kifejti, hogy könyve lehetőség számára a „mai” magyar nép megismerése és a sorsának alakításában való részvétel felé, érződik Várkonyi Nándor tanácsainak hatása:
„Az előszó most már ne bántson, mindenki tudja, milyen kényszerek alatt nyög ma minden tisztességes író, s az utókor is tudni fogja. Ha ellenben újra előhozakodnak vele, hagyj ki belőle minden »igazságot«, írj rövid »visszapillantást« Magadról, az idők belső történetéről, mikor e novellákat írtad […]. Egyébként: tudtommal egy »összegyűjtött« mű mindig első kiadásnak számít, úgy honorálták, minthogy addig elszórtan, »rendezetlenül« jelent meg […].” (Várkonyi Kodolányihoz, 1954. október 19.)
1954. november 7-i levelében Kodolányi már pozitívabb eseményekről számolhatott be:
„Illés Endre október 19-én járt nálam könyvem szerkesztő lektorával, egy naiv, kedves, őszinte parasztfiúval, tisztelőmmel. […] Ő [ti. Illés] a régi. Finom, okos, művelt, őszinte s jóakaró. A szerződést aláírtam azzal a fenntartással, hogy könyvemet első kiadásnak tekintik. Ezt beleírtuk a szerződésbe.”
Ezzel a könyvvel tért vissza Kodolányi az irodalmi életbe.

### Szerzői kritika
A szerző egy magánlevelében (Szabó Lőrinchez és Sz. L.-né Mikes Klárához, 1955. február 5., Akarattya) a rá (főleg magánleveleiben) nem mindig jellemző szerénységgel, de a jellemző öniróniával vallott egykori író-önmaga alkotásairól:
„Amint mondtam, az utóbbi időben könyvem revíziójával bíbelődtem. Meguntam már, mondhatom, a saját műveim olvasását, pláne a régieket. Rettentő sok bennük a hiba, elámulok, mennyire nem tudtam az anyanyelvemet, s ennek ellenére sikerült valamit írnom. Szégyenlem a rengeteg stílushibát is, legjobb volna valamennyit elejétől végig átírni, helyesebben megírni, dehát az ördög törődjék már ezzel. Elképesztő, hogy kritikusaim mennyire nem vették észre hibáimat. Dehát ők még úgy sem tudtak magyarul, mint én. Mindennek ellenére jó könyv lesz, csak az a baj, hogy édeskevés már hozzá a közöm, úgy túl vagyok már rajta, mint az ifjúságomon, s ifjúságom sok illúzióján. Igen, ha a Bika, a Mózes, a Judás jelenhetne meg, annak volna valami teteje.”

## Tartalom

### Tartalomjegyzék
| 0.  | Az olvasókhoz             | (1955) | 5. -   |
| 1.  | Sötétség                  | (1922) | 7. -   |
| 2.  | Böbék Samu búcsúja        | (1922) | 32. -  |
| 3.  | Szép Zsuzska              | (1923) | 59. -  |
| 4.  | Börtön                    | (1924) | 142. - |
| 5.  | Szegények halála          | (1924) | 253. - |
| 6.  | A becstelen               | (1924) | 263. - |
| 7.  | A tanító házassága        | (1925) | 284. - |
| 8.  | Útközben                  | (1925) | 288. - |
| 9.  | Fújd!                     | (1926) | 293. - |
| 10. | Küszöb                    | (1926) | 304. - |
| 11. | Emlék                     | (1926) | 328. - |
| 12. | Asszonynak otthon a helye | (1926) | 332. - |
| 13. | Atyai hajlék              | (1927) | 344. - |
| 14. | Vallomás gitárkísérettel  | (1927) | 377. - |
| 15. | Zsákutcában               | (1928) | 396. - |
| 16. | Délibáb                   | (1929) | 417. - |
| 17. | Vallomás                  | (1930) | 459. - |
| 18. | József, az ács            | (1931) | 476. - |
| 19. | Fegyvertelen              | (1931) | 499. - |
| 20. | Rókatánc                  | (1931) | 516. - |
| 21. | Három pap                 | (1932) | 555. - |
| 22. | Gyermek születik          | (1932) | 579. - |
| 23. | Hónapos szoba             | (1933) | 599. - |
| 24. | Vacsora                   | (1933) | 629. - |

### Az egyes novellákról
- A könyv naturalizmus vonulatába tartozó, általában az Ormánságban játszódó „parasztnovelláinak” témája a szegénység, a kapzsiság; alakjai könyörtelenek, önzőek és anyagiasak, akik csak saját érzelmeiket és/vagy érdekeiket nézve pusztítják el egymást (vagy önmagukat). Ide tartozik a Sötétség (az egykéző, önpusztító ormánsági falvak kapzsi, könyörtelen vénasszonyai magzatelhajtásra kényszerítik és ezzel megölik fiatal rokonukat, Julit), a Böbék Samu búcsúja (a haldokló, betegsége miatt egyre beszámíthatatlanabb, kiállhatatlan és kapzsi, rokonait és szolgáit cselédsorban tartó Böbék Samu féktelen önzésében felgyújtja örökségét, majd szekérre pattan, de a drávai rév előtt elveszti uralmát lovai felett …), a Szegények halála (az özvegy fiatalasszony fásult fájdalommal koldulja ki szemforgatóan jótékony, csak „ledógozás” fejében segítő rokonaitól gyermeke temetési költségét), A tanító házassága (amely meghiúsul a falu népének könyörtelen, csak a bort-disznót néző anyagiassága miatt), az Útközben c. rövidke szösszenet (mely egy menyecske öngyilkosságáról szól), az Asszonynak otthon a helye (a családon belüli erőszak és az alkoholista férjétől elszakadni képtelen, örök áldozat szerepét játszó nő témáját dolgozza fel), a József, az ács (ld. ott); a Fegyvertelen[5] (Bartos András, a pénztelen keresztúri szegényparaszt egyetlen lovát adja el, hogy megmentse családját az éhségtől), a roma környezetben játszódó, Hugo Nyomorultakjához méltó epikus ballada, a Rókatánc, valamint a Börtön és a Szép Zsuzska, melyek terjedelmüknél fogva már kisregényeknek számítanak. Ide tartozik még A becstelen, a Végrendelet c. dráma őse is; amely azonban tkp. egyfelvonásos színmű és nem elbeszélés.
- Önéletrajzi ihletésűek: tettenérhető az önéletrajzi elem az író Tanácsköztársaság alatti húsvétjáról szóló Küszöb c. elbeszélésében, valamint az Atyai hajlék-ban, mely utóbbi tartalma majdnem szó szerinti átírásban megtalálható az író Süllyedő világ (1940) c. önéletrajzi regényében is, és mely az írónak az apjával való szakításáról szól. Szintén önéletrajzi ihletésű a Vallomás gitárkísérettel és a külföldi (vélhetően 1929-es pozsonyi) lapszerkesztői élményei közben átélt furcsa férfi-nő viszonyt feldolgozó, freudizáló Délibáb is. Igen valószínű ez a Fújd-dal és az Emlék-kel kapcsolatban is (előbbi két bohém vándorlásának, utóbbi egy vonaton való utazásnak és alvásnak a „története”). Teljességgel önéletrajzi írás az 1932-ben Nyugatban is megjelent[6] Vallomás is, mely a Nemesgulácson lakó apai nagyapjánál történt egyik látogatás élményét rögzíti. A 20 éve nem látott tájra már gyermekeivel visszatérő, gyermekkorában többször itt megfordult író idézi fel az emlékeket és regisztrálja a múltba süllyedő és a jelenlegi világ eltéréseit.[7] Önéletrajzi, de ormánsági tárgyú is két novella: a Gyermek születik Júlia lányának 1923-as születéséről szól (ebben is megjelenik az önző, gyermekellenes vénasszony alakja); a Három pap c. írás pedig valószínűleg Csányoszró református lelkész-prédikátorának, az író atyai jóbarátjának és első „szellemi vezetőjének”, Csikesz Sándornak állít heroizáló emléket (a másik két címszereplő „pap” a helybeli katolikus pap és a radikális eszmék hatása alatt álló falukutató diák).
- Egyéb: Kodolányi ritkábban előforduló, néha szürrealizmusba hajló swifti „ironikus realista” novellái közé tartozik a Vacsora c. alkotás. Ezen novellák témája gyakorta egy utazás valamilyen elképzelt városban vagy egyéb „nyilvánvalóan szimbolikus” helyszínen; a főhős pedig gyakorta nevezi magát Mr. Brownnak. A meghatározatlan országban egy fogadáson játszódó Vacsora fő témája a dolce vitába magát bőszen belevető, Brown urat különféle, vitatható erkölcsi alapon álló – üzleti, szexuális – ajánlatokkal bombázó (magyar?) elit korruptsága, dőzsölése. Kifejezett önéletrajznak talán nem mondható, de a Délibábhoz hasonlóan rejtetten vagy nyíltan pszichoanalizáló a realista Hónapos szoba is, melyben egy lakásbérlő diákot (ahogy összes többi „áldozatát” is) önző szeretetével majd megfojt egy, az intim szférákat figyelembe venni képtelen, tudata alatt gyűlölt nőtestvérével élő özvegyasszony.